# 鍾妮·德斯
鍾妮·德斯（英語：Joanie Dodds，1981年9月20日—），美國時裝模特兒，現定居於美國加州好萊塢。她首次出現在大眾面前是在美國真人秀節目《全美超級模特兒新秀大賽》第六季比賽中。

## 生平

### 早年
鍾妮在賓夕法尼亞州的Beaver Falls出生，生長於基督教家庭，父親是教堂牧師，他相當反對鍾妮發展模特兒事業，可是鍾妮繼續追求自己的理想而參加比賽。
在鍾妮參加《全美超級模特兒新秀大賽》前是位售貨員。早年她曾在色情場所內跳舞，自給自足，曾說過上帝才是唯一能評審她的人。

### 全美超級模特兒新秀大賽
在《全美超級模特兒新秀大賽》期間她一直表現出色，每週的照片也能打動評判，更破記錄五週得到首名入圍及沒有包尾二人至二強的記錄。令人深刻印象的當然也不少得她的暴齒，泰雅為了鍾妮能會心地笑，所以在第八集帶她到牙醫診所整好暴齒，經過痛楚之後，鍾妮終能得到整齊的牙齒，露出甜美的笑容。
在比賽中，鍾妮曾表示她對參賽者紫兒·高爾的極度厭惡，最後一集開頭時放上了她說「請送紫兒回家。」的片段。雖然我們不知她是否對其他參賽者有任何面對面的厭惡感，但她曾因為該季第四名莎拉·歐拔抄襲她在大象身上拍照的動作，而感到不悅。
最後三強評審時，所有評判讚賞她的照片，主持人泰雅·賓絲更表示「鍾妮拍不到差的照片。」，因而和丹妮·艾凡斯進入最後兩強，在泰國Issue時裝展中走秀。最後，鍾妮敗給丹妮·艾凡斯，但卻很有體育精神地說：「最好的女孩勝出了。」，泰雅曾在個人節目中說過鍾妮日後就會知道她會在其他方面勝出了。
在鍾妮在《全美超級模特兒新秀大賽》第八季第八集中客串出場，該週參賽者要和過往的參賽者拍攝「歷屆比賽事件」，在那集鍾妮和參賽者韻妮·奧唯（該季季軍）一同扮演她本人在第六季整修暴齒的情景。

### 模特兒事業
鍾妮目前與三間經紀公司簽約，I Models Internation公司為平面廣告，L.A Models為走秀，而Nous Talent為商業廣告。她曾擔任《GQ》、《ELLEgirl》雜誌和Active Endeavors Online的模特兒，也是《Maniac Magazine》2006年夏刊的封面人物，亦在《泰雅·賓絲脫口秀》中當模特兒。她也曾為百事可樂拍過廣告，在短篇電影《The Date》和《20 Miles Till Death》中演出。
鍾妮在Pittsburgh雜誌入圍成為2006年二十五大最漂亮人物，得到最高票數。
於二零零八年，鍾妮與香港的精英模特兒經紀公司簽約。

## 外部連結
- 官方網站
- 鍾妮·德斯的MySpace主頁
- 鍾妮·德斯的相冊 （页面存档备份，存于）
- 鍾妮的支持者網站

| 前任： 麗琪·彼斯 | 全美超級模特兒新秀大賽亚軍 第六季 | 繼任： 梅露絲·畢卡史達夫 |